# Sân bay quốc tế Nauru

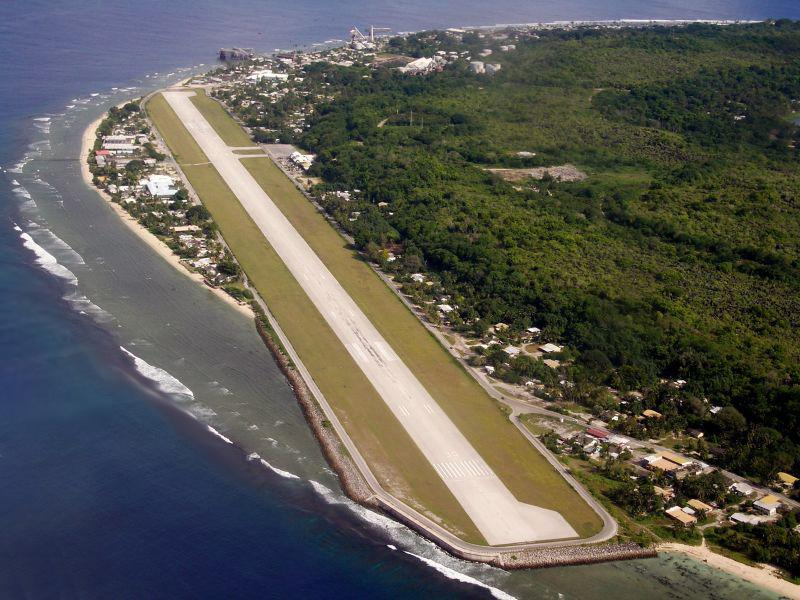
Sân bay Nauru nhìn từ trên cao

Sân bay quốc tế Nauru (IATA: INU, ICAO: ANYN) là sân bay duy nhất của nước cộng hòa nằm trên đảo Thái Bình Dương Nauru.
Sân bay này nằm ở quận Yaren, mã sân bay ICAO trước đây là ANAU.
Năm 2005, khi chiếc 737-400 duy nhất của Air Nauru bị tích biên theo lệnh của tòa án Melbourne, Australia, công ty quốc doanh này đã sử dụng một chiếc F100 Twinjet thuê từ hãng Alliance Airlines của Townsville, Australia. Tuyến Tarawa nối với Nadi, Fiji đã được hãng Air Pacific phục vụ cho Air Nauru theo hợp đồng thuê bao từ tháng 12 năm 2005 đến tháng 5 năm 2006, và dịch vụ bay trên tuyến này hãng Air Nauru/Our Airline thôi cung cấp kể từ ngày này.
Kể từ tháng 9 năm 2006, Air Nauru đã tiếp tục hoạt động lại dưới tên mới Our Airline với một chiếc 737-300 mới.

## Các hãng hàng không
- Our Airline (trước đây là Air Nauru) (Honiara, Tarawa)